# Lagerstätte de Canjuers
Le Lagerstätte de Canjuers est un site paléontologique remarquable avec une conservation exceptionnelle des fossiles (Konservat-Lagerstätte, un « Lagerstätte de conservation »). Il est situé dans le camp militaire de Canjuers, en Haute Provence, dans le département français du Var dans le sud-est de la France.

## Géologie et stratigraphie
D'un point de vue stratigraphique, ce gisement fossilifère se situe au sein de la formation géologique des calcaires blancs de Provence, un ensemble calcaire épais d'environ 200 mètres. Les calcaires lithographiques de Canjuers qui renferment la quasi-totalité des fossiles remarquables du Lagerstätte sont un intervalle très peu épais (environ 6 m), situé à la base du membre supérieur (membre des biomicrites de Sainte-Croix) des calcaires blancs de Provence. Cet intervalle est daté par les ammonites du Tithonien inférieur (biozone à Mucronatum), soit il y a environ 150 Ma (millions d'années).
Les faciès du site de Canjuers affleurent sur le plateau du Petit Plan de Canjuers et sont creusés de carrières au lieu dit « les Bessons ». Ils correspondent à des dépôts dans une dépression sub-circulaire dont la surface est estimée à seulement 1 km2. Leur épaisseur totale est d'environ 12 m.
Ils se subdivisent en trois unités lithologiques, de bas en haut :
- les calcaires lithographiques au sens strict, constitués de calcaires très fins, finement laminés, épais d'environ 6 m. Ce sont eux qui renferment la quasi-totalité des fossiles exceptionnels du site (Lagerstätte) ;
- les calcaires bioclastiques avec une épaisseur de 4,50 m. Ce sont des calcaires packstones ou grainstones avec des niveaux de nodules de cherts. Leurs bioclastes sont constitués de fragments de coraux, d'oursins, de bivalves, de brachiopodes et d'éponges, avec des terriers et quelques fragments de plantes. Les bancs montrent des surfaces obliques quasi planes ;
- les calcaires sublithographiques avec des niveaux de nodules de cherts, épais de 1,50 m, en bancs épais perforés de terriers attribués à l'ichnotaxon Tubularina lithographica[4].

## Paléoenvironnement
L'environnement de dépôt des calcaires lithographiques est protégé de la mer ouverte de l'océan Téthys par une barrière récifale plus ou moins continue. Les calcaires lithographiques se déposent dans un grand lagon dont différentes parties sont successivement émergées ou submergées, et où émergent de petites îles récifales. Des apports d'eaux météoriques sont vraisemblables.

## Paléontologie
Liste des fossiles trouvés sur le site.

### Vertébrés

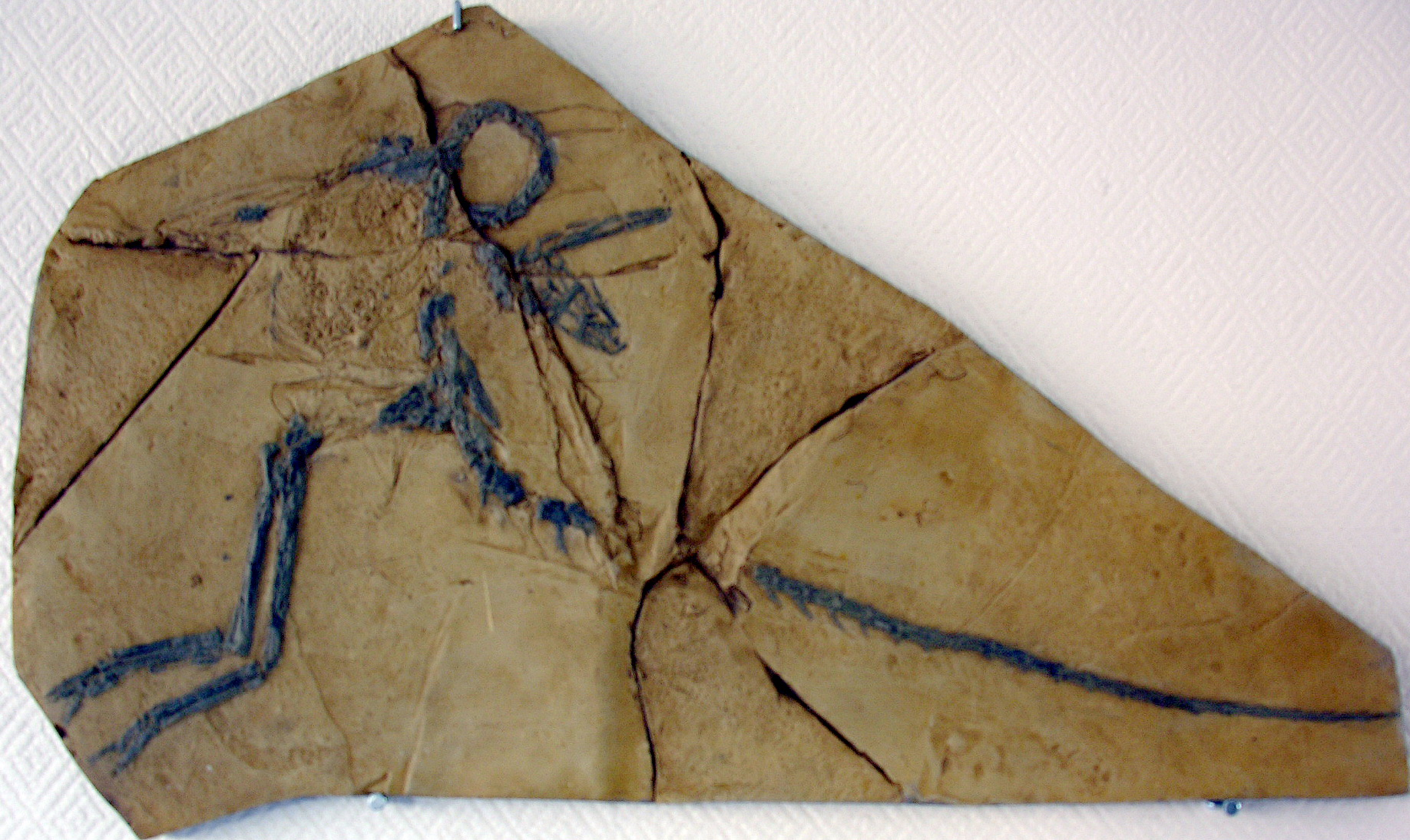
Moulage du fossile du Compsognathus de Canjuers.

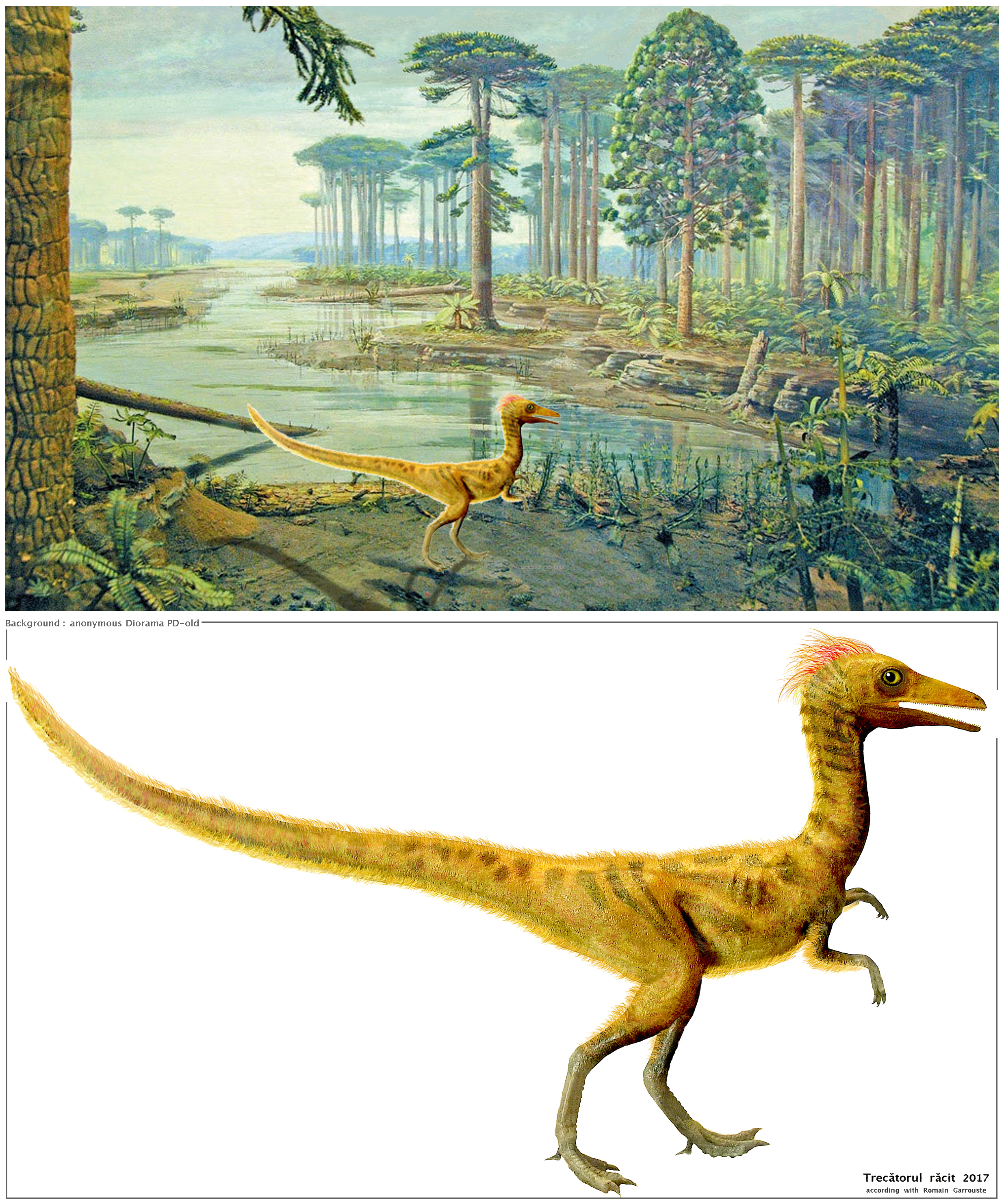
Vue d'artiste du Compsognathus longipes de Canjuers, avec l'hypothèse de la présence de protoplumes.

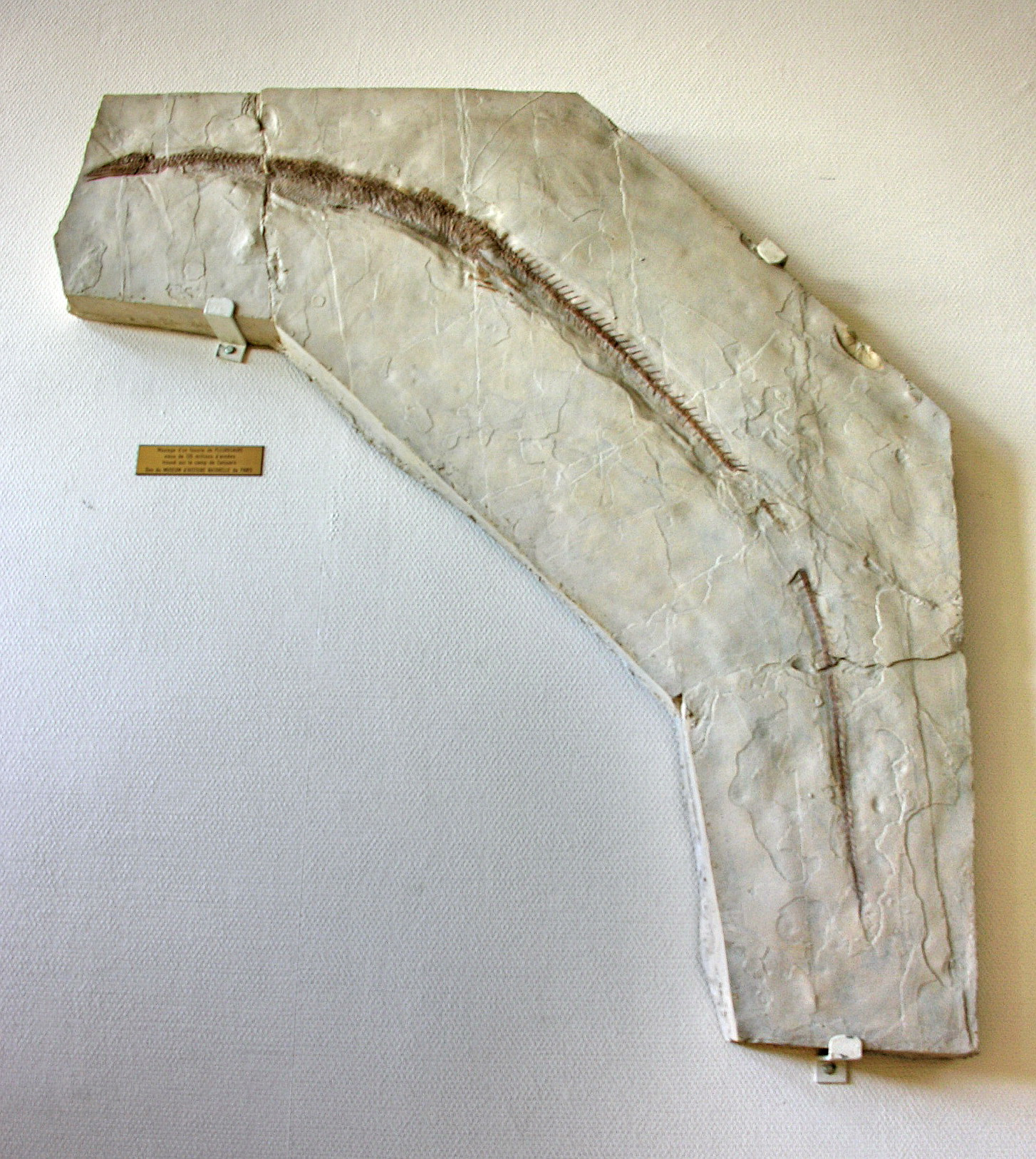
Fossile de Pleurosaurus ginsburgi de Canjuers.

### Vertébrés[1]

#### Poissons à nageoires rayonnées
- Amiiformes
  - Caturidae
    - Caturus sp.
    - Eugnathus sp.
- Pycnodontiformes
  - Gyrodontidae
    - Gyrodus sp.

  - Pycnodontidae
    - Proscinetes sp.
- Pachycormiformes
  - Pachycormidae
- Pholidophoriformes
  - Pholidophoridae
    - Pholidophorus sp.
- Leptolepiformes
  - Leptolepidae
    - Leptolepis sp.
    - Tharsis sp.
- Ionoscopiformes
  - Ophiopsidae
    - Ophiopsis sp.
- Elopiformes
  - Elopidae
- Lepisosteiformes
  - Lepidotidae
    - Lepidotes sp
- Aspidorhynchiformes
  - Aspirorhynchidae
    - Belonostomus sp.
- Elopomorpha
  -     - Naiathaelon okkidion Poyato-Ariza et Wenz, 1994

#### Vertébrés à membres charnus
- Actinistia
  -     - Undina sp.
    - Coccoderma sp.

#### Poissons cartilagineux
- Lamniformes
  -     - Palaeocarcharias sp.

#### «Reptiles»
- Tortues
  - Plesiochelyidae
    - Solnhoﬁas sp.
    - Eurysternum sp.
- Rhynchocéphales
  - Pleurosauridae
    - Pleurosaurus ginsburgi Fabre, 1974
    - Pleurosaurus goldfussi von Meyer, 1831

  - Sphenodontidae
    - Homoeosaurus maximiliani von Meyer, 1847
    - Leptosaurus pulchellus (von Zittel, 1887)
    - Piocormus laticeps Wagner, 1852

#### Mesoeucrocodylia
- - Teleosauridae
    - Steneosaurus priscus (von Soemmering, 1814)

#### Ptérosaures
- - Gallodactylidae
    - Cycnorhamphus suevicus,(Quenstedt, 1855) ex-Pterodactylus suevicus, puis Gallodactylus canjuersensis

#### Dinosaures
- - Compsognathidae
    - Compsognathus longipes Wagner, 1861

### Macro-invertébrés[1]

#### Échinodermes
- Oursins
  - Cidaroïdes
    - Plegiocidaris marginata (Goldfuss, 1826)
    - Rhabdocidaris nobilis (Münster in Goldfuss, 1826)
    - Diplocidaris gigantea (Agassiz, 1840)

  - Hémicidaroïdes
    - Hemicidaris crenularis (Lamarck, 1816)
    - Acrocidaris nobilis Agassiz, 1840
    - Hessotiara ﬂorescens (Agassiz, 1840)

  - Salénoïdes
    - Pseudosalenia aspera (Agassiz, 1840)

  - Phymosomatoïdes
    - Pleurodiadema stutzi (Moesch, 1867)

  - Arbacioïdes
    - Acropeltis aequituberculata Agassiz, 1847
    - Magnosia nodulosa (Goldfuss, 1826)
- Étoiles de mer
  - Paxillosida
    - Pentasteria sp.
- Ophiures
  - Ophiuridae
    - Geocoma canjuersensis Roman, Breton & Vadon, 1993
    - Geocoma aff. carinata (Münster in Goldfuss, 1826)

  - Amphiuridae
    - Genre et espèce incertains

  - Famille incertaine
    - Ophiurella aff. speciosa (Münster in Goldfuss, 1826)
- Crinoïdes
  - Comatulida
    - Comaturella pinnata Goldfuss, 1886

  - Roveacrinida
    - Saccocoma tenella (Goldfuss, 1831)

#### Brachiopodes
- - Rhynchonelles
    - Torquirhynchia guebhardi Jacob & Fallot, 1913
    - Septaliphoria obtusa (Quenstedt, 1871)
    -  ? Somalirhynchia sp.

  - Térébratules
    - Juralina insignis (Schübler, 1820)
    - Moeschia aff. foraminata (Rollier, 1918)
    - Ismenia pectunculoides (von Schlotheim, 1820)
    - « Zeilleria » aff. pentagonalis (Bronn in Quenstedt, 1858)

#### Mollusques
- Bivalves
  -     - Modiolus (Modiolus) imbricatus (Sowerby, 1818)
    - Entolium (Entolium) corneolum (Young & Bird, 1828)
    - Chlamys (Chlamys) textoria (von Schlotheim, 1820)
    - Spondylopecten (Spondylopecten) subpunctatus (Münster, 1833)
    - Nanogyra striata (Smith, 1817)
    - Actinostreon gregareum (Sowerby, 1815)

- Céphalopodes
  -     - Dorsoplanitoides triplicatus Zeiss, 1968
    - Usseliceras (Subplanitoides) altegyratum Zeiss, 1968
    - Usseliceras (Subplanitoides) aff. spindelense Zeiss, 1968
    - Usseliceras (Subplanitoides) cf. schwertschlageri Zeiss, 1968
    - Usseliceras (Usseliceras) cf. franconicum Zeiss, 1968
    - Hibolites sp.

#### Crustacés
- Décapodes
  -     - Cycleryon bourseaui Audo, Charbonnier, Schweigert & Saint Martin[5]

- Chélicérates
  - Xiphosures
    - Kouphichnium lithographicum Oppel, 1862